# Hymn Malty
L-Innu Malti (pol. „Hymn Malty”) – hymn państwowy Malty.
Po raz pierwszy pieśń L-Innu Malti została wykonana 27 grudnia 1922 roku w Teatrze Manoel, ale oficjalnym hymnem państwowym stała się dopiero w 1941. Autorem słów jest Dun Karm Psaila, który został poproszony o napisanie tekstu do istniejącej muzyki hymnu szkolnego Roberta Samuta.
Hymn został pomyślany w formie modlitwy.
L-Innu Malti
Lil din l-Art ħelwa, l-Omm li tatna isimha,

Ħares, Mulej, kif dejjem Int ħarist:

Ftakar li lilha bil-oħla dawl libbist.

Agħti, kbir Alla, id-deh'n lil min jaħkimha,

Rodd il-ħniena lis-sid, saħħa 'l-ħaddiem:

Seddaq il-għaqda fil-Maltin u s-sliem.
Hymn Malty
Naszą Ojczyznę tak drogą, której imię nosimy,

strzeż, o Panie, jak czyniłeś to dotąd.

Pamiętaj o tej, którą oblekłeś w chwałę.

Daj Boże rządzącym mądrość, miłosierdzie-bogatym,

siłę robotnikom, niech służymy uczciwości, prawdzie i wierze:

Wzmocnij naród maltański w jedności i pokoju.